# Le Chrétien
Le Chrétien (en catalan : Lo Crestià) est une œuvre monumentale de l'écrivain Francesc Eiximenis (1330-1409) écrite en catalan.
Sous le titre Le Chrétien a été publiée une anthologie traduite du catalan par Patrick Gifreu et publiée en France aux éditions de la Merci en décembre 2010.

## Projet
Le projet de cette œuvre, qui apparaît dans le chapitre 4 de l'introduction à tout Lo Crestià, est le suivant :
- Le premier livre devrait avoir été une introduction générale et apologétique au christianisme.
- Le second livre devrait avoir traité de la tentation.
- Le troisième livre devrait avoir traité du mal et des différents genres de péchés.
- Le quatrième livre devrait avoir traité de la liberté d'agir bien ou mal, et de l'aide que Dieu donne pour faire le bien.
- Le cinquième livre devrait avoir traité des trois vertus théologales: Foi, espoir et charité.
- Le sixième livre devrait avoir traité des quatre vertus cardinales: Prudence, justice, continence et courage.
- Le septième livre devrait avoir traité du Décalogue.
- Le huitième livre devrait avoir traité de l'ordre des choses et des créatures selon la mentalité médiévale.
- Le neuvième livre devrait avoir traité de l'incarnation.
- Le dixième livre devrait avoir traité des sacrements.
- L'onzième livre devrait avoir traité des différents genres du clergé.
- Le douzième livre devrait avoir traité du gouvernement de la communauté.
- Le treizième livre devrait avoir traité de l'Eschatologie et de la fin du monde, et de la récompense et la punition qu'on recevra alors, selon la mentalité médiévale.

De tous les livres du projet original, seulement quatre furent écrits: les trois premiers, qui traitent de questions de morale et théologie; et le douzième, qui traite de la politique, le gouvernement idéal de la « république », des princes et ses sujets. Néanmoins, la plupart des matières des autres livres de Lo Crestià sont éparpillés dans autres œuvres d'Eiximenis. 

## Résumé
Le Dictionnaire des lettres françaises présente cet écrivain comme l’« une des plus grandioses figures de la Catalogne, l’un des plus complets représentants de la culture du Moyen Âge avant que soufflât le vent de la Renaissance ».
Quant à l'œuvre Le Chrétien, l'auteur en avait projeté treize Livres. Seuls quatre nous sont parvenus : Le Premier, le Second, le Troisième et le Douzième. Le Premier Livre, ou Primer del Crestià en catalan (1379-1381), se présente comme une initiation à la théologie. La religion chrétienne y est définie, l’amour de Dieu affirmé, la grâce et la révélation illustrées. 
Le Second Livre, ou Segon del Crestià en catalan (1382-13833), se présente comme un traité d’éthique qui expose ce qu’est la tentation et fournit les armes pour y faire face.
Le Troisième Livre, ou Terç del Crestià en catalan (1384), est un traité sur le mal, qui en examine l’origine et en expose les diverses formes : une sorte de déclinaison du mal à travers laquelle le lecteur apprend à se préserver des péchés, mais aussi, lorsqu’il a chuté, à se repentir. Le moraliste y observe les mœurs de ses contemporains, et en dénonce avec humour les travers afin de mieux les corriger.
Ses cibles privilégiées sont l’homme en général, bien sûr, mais également quelques catégories d’humains en particulier : le paysan, le gourmand, le buveur, les personnes portées sur le sexe, les gens d’Église, les femmes enfin, dont il blâme sans ménagement la légèreté, le goût excessif pour la mode, les vains ornements et les cosmétiques.
Le Douzième Livre, ou Dotzè del Crestià en catalan (1385-1392), donne une vision générale du gouvernement de la chose publique. Il contient le traité Regiment de la cosa pública ou Gouvernement de la chose publique.
Le Chrétien est une œuvre universelle qui marque une étape importante dans l'histoire de la littérature occidentale : dernière des grandes sommes médiévales, aboutissement de mille ans d'histoire, c'est aussi l'un des premiers grands écrits de la littérature didactique et ascétique européenne à délaisser le latin au profit d'une langue vernaculaire, le catalan.

## Éditions en français
- François Eiximenis, Le Chrétien, éditions de la Merci, Perpignan, 2010  (ISBN 9782953191769)

## Éditions digitales deLo Crestià

### Manuscrits
- Première moitié (Chapitres 1-523) du Terç del Crestià (Troisième livre) (BNC, ms. 457).

### Incunables
- Primer del Crestià (Premier livre) (València, Lambert Palmart, 1483).
- Première moitié (Chapitres 1-473) du Dotzè del Crestià (douzième livre) (València, Lambert Palmart, 1484).

### Lo Crestiàdans les œuvres complètes en ligne
- Œuvres complètes de Francesc Eiximenis (en catalan et en latin).